# Ed Motta
Eduardo Motta, meglio noto come Ed Motta (Rio de Janeiro, 17 agosto 1971), è un cantante, compositore e produttore discografico brasiliano.

## Biografia
Nipote di Tim Maia, ha iniziato la sua carriera nel gruppo Conexao Japeri, che ha pubblicato un unico album, nel 1988. Dal 1990 ha inciso da solista.

## Discografia

### Solista
- (1990) Um Contrato com Deus
- (1992) Entre e Ouça
- (1997) Manual Prático para Festas, Bailes e Afins
- (1998) Remixes & Aperitivos
- (2000) As Segundas Intenções do Manual Prático
- (2002) Dwitza
- (2003) Poptical
- (2005) Aystelum
- (2005) Perfil - Ed Motta
- (2008) Chapter 9
- (2009) Piquenique
- (2013) AOR
- (2016) Perpetual Gateways
- (2018) Criterion of the Senses

### Live
- (1993) Ao Vivo
- (2004) Ao Vivo (duplo)

### Con Conexão Japeri
- (1988) Ed Motta & Conexão Japeri